# Chicas chic (canción)
Chicas chic es una canción interpretada por la agrupación musical mexicana  Mercurio, incluida originalmente en su segundo álbum de estudio del mismo titulo (1997). Esta canción fue lanzada como el quinto sencillo oficial de dicho material.

## Otros datos
Esta canción fue en su momento exitosa de igual forma junto con otros éxitos noventeros de esa época y del grupo.
En 2023 también la canción formó parte de las musicales 90's Pop Tour y Unete a la Fiesta! junto con otros de sus más grandes éxitos musicales, compartiendo escenario con otras bandas más como OV7, Magneto y otros artistas musicales.

## Lista de canciones

### CD - Single
| Chicas chic — Single |               |          |  |
| N.º                  | Título        | Duración |  |
| 1.                   | «Chicas chic» | 4:19     |  |

## Video musical
Los integrantes están en varias escenografías ejemplo en un desierto y en una bodega cantando y bailando toda la canción y hasta el final.